# Anders Salenius
Anders Gustav Thorbjörn Salenius, född 4 december 1931 i Stockholm (Gustav Vasa), död 14 augusti 2004 i Varberg, var en svensk man som kidnappades av al-Zaidi-stammen i Jemen den 19 november 2000. Salenius arbetade vid tillfället som konsult för det svenska teknikkonsultföretaget SWECO. På väg hem från jobbet överfölls Salenius på en mörk bakgata. Efter 18 dygn i fångenskap släpptes Salenius efter att Jemens regering betalat kidnapparna en okänd lösesumma.
Bengt Sparre som vid tillfället var svensk diplomat i Libyen hanterade ärendet för UD:s räkning.
Salenius var även kommunpolitiker i Varberg för SPI.